# پیتر چلسوم
پیتر چلسوم (انگلیسی: Peter Chelsom؛ زادهٔ ۲۰ آوریل ۱۹۵۶) کارگردان، هنرپیشه، و فیلم‌نامه‌نویس اهل بریتانیا است.
از فیلم‌هایی که وی کارگردان آن‌ها بوده‌است می‌توان به سرندیپیتی، مایل هستید برقصیم؟ و فضای میان ما اشاره کرد.